# Замок Дандэнион
Замок Дунданион (ирл. Dún Daingean, крепкая крепость) —  рыцарская башня времён Тюдоров в пригороде Корка, Блэкроке, в Ирландии. Ранее была известна  как "Голвейский замок" (Galwey's Castle), руины расположены на территории гораздо более поздней усадьбы Дандэнион (Dundanion House).

## История
Хотя сохранившиеся, построенные из известняка руины стоят на месте более раннего строения или рядом с ним, они датируются примерно 1564 годом. Выстроенный семьей Голвей, замок отмечен (как "Galwaies castle") на карте Pacata Hibernia Корка, которая датируется концом XVI века.
В связи с позднейшим освоением земель замок в настоящее время находится на некотором расстоянии от набережной реки Ли. Однако сохранившийся рядом стапель показывает, что когда-то урез воды был рядом с замком. 
Некоторые источники описывают замок Дандэнион как место начало одного из путешествий  Уильяма Пенна  в Америку перед основанием Пенсильвании в 1680-х годах..

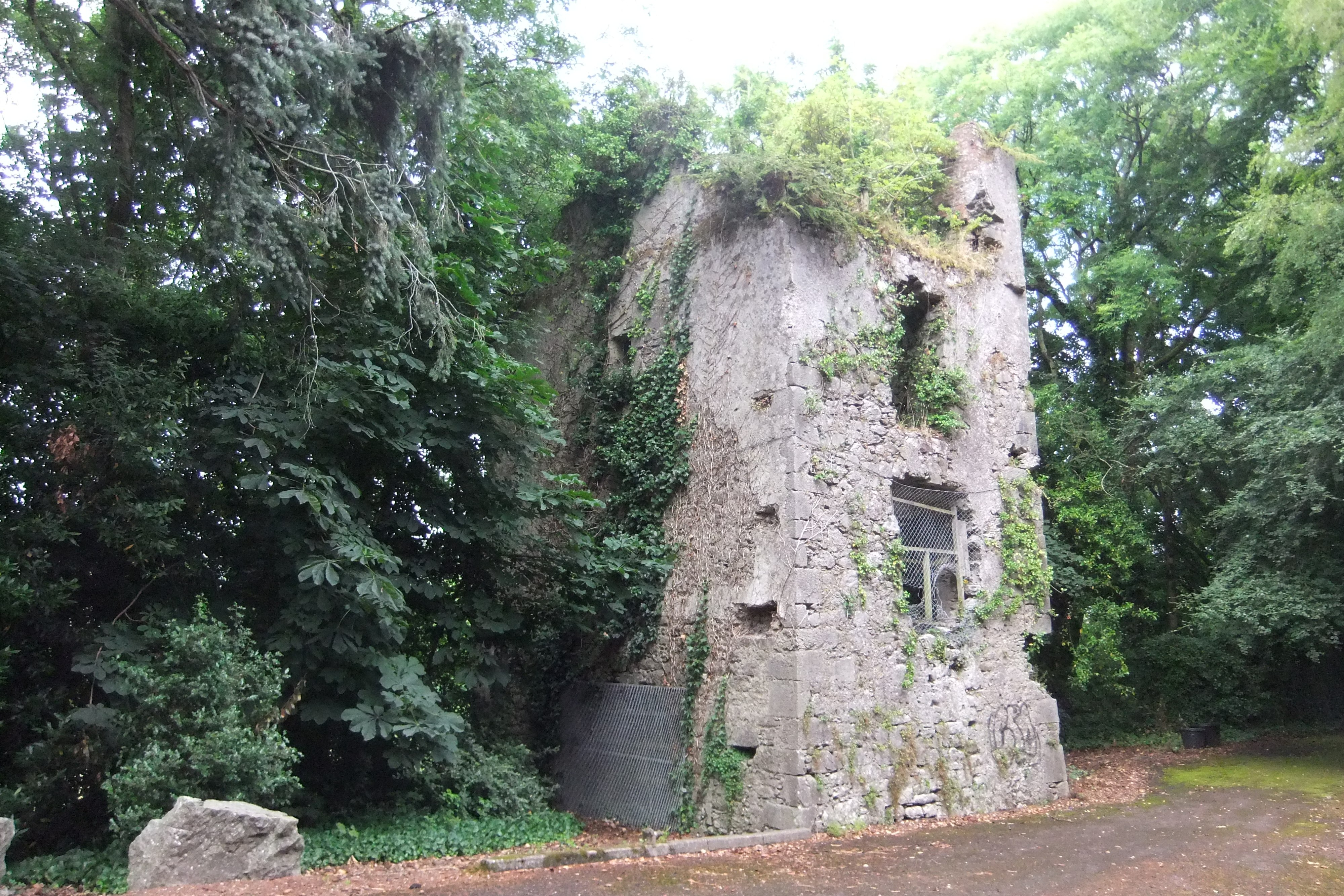
Часть развалин Дандэниона, современное состояние

Замок несколько раз переходил из рук в руки, прежде чем пришел в упадок. Несколько внушительных особняков были построены в замковом поместье до того, как в 1830-х годах архитектор сэр Томас Диан построил «Dundanion House». В современном дневнике семьи Дианов упоминается, что каменщики воссоздали «живописные руины» замка Дандэнион во время строительства усадьбы Дандэнион..
Хотя руины замка частично видны с общественной тропы для прогулок и спорта "Гринвей" на месте старой железной дороги Корк, Блэкрок и Пассаж, они находятся на территории поместья Дандэнион, которое является частной собственностью и недоступно для общественности. Замок внесен Городским советом Корка в список охраняемых сооружений (PS492), и он включен в Ирландский национальный Record of Monuments and Places (CO 074-049).